# Cassis cornuta
Cassis cornuta är en snäckart som beskrevs av Carl von Linné 1758. Cassis cornuta ingår i släktet Cassis och familjen hjälmsnäckor. Inga underarter finns listade i Catalogue of Life.

## Bildgalleri

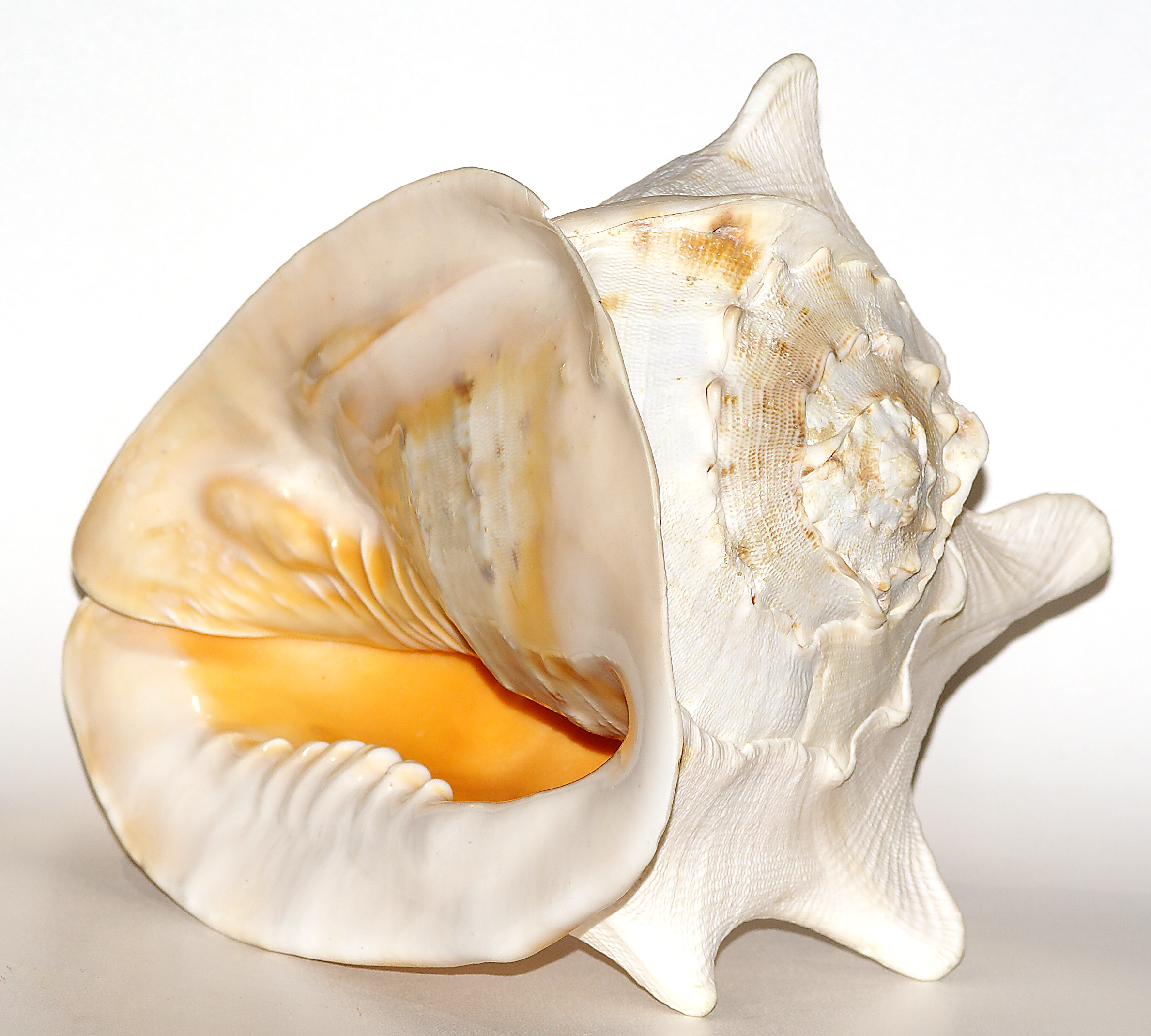
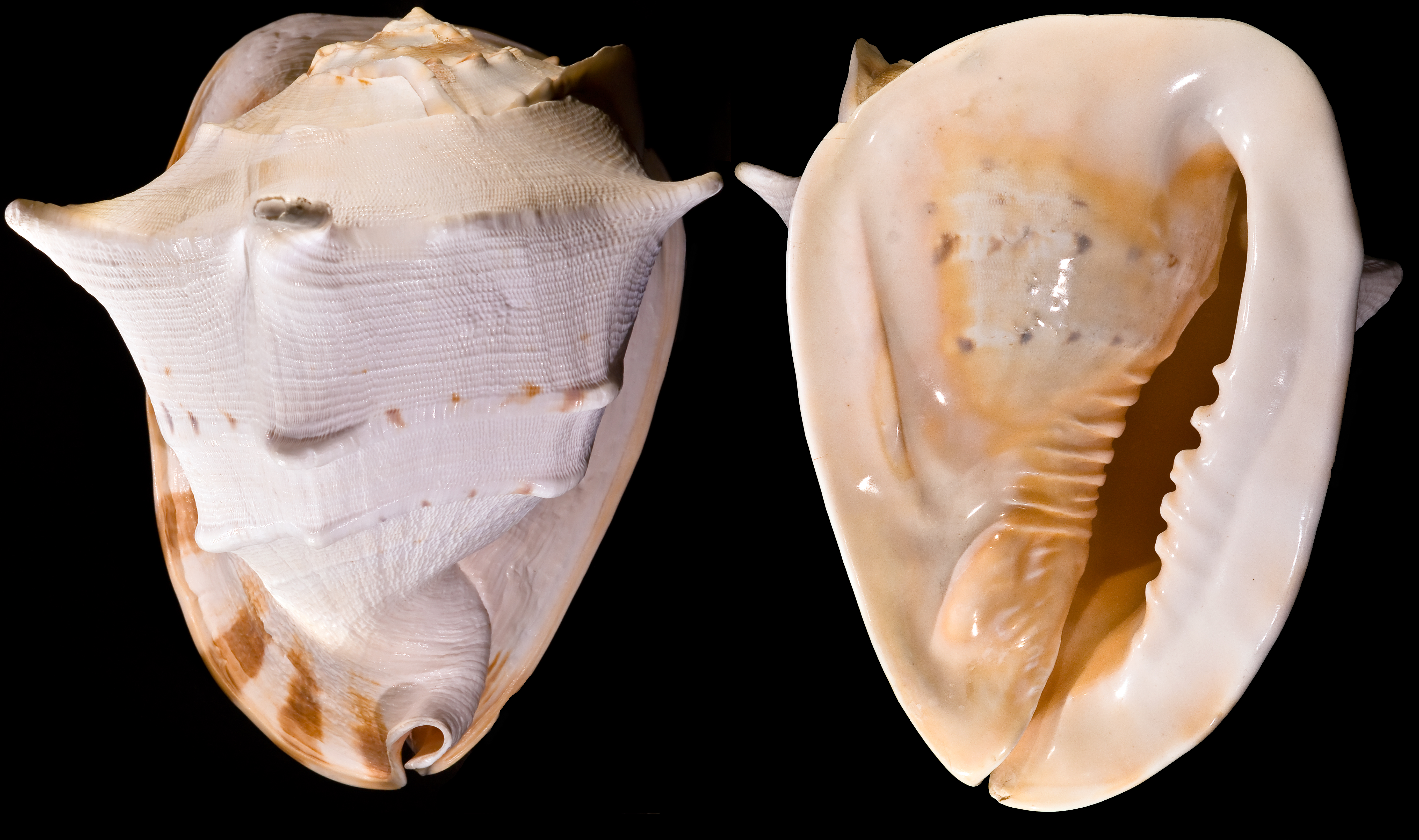